# Algoritmo di Halfmann

L'algoritmo di Halfmann è un metodo di criptografia, sviluppato nel 1967, dal matematico tedesco Friedrich Halfmann. Sebbene poco conosciuto, rappresenta uno degli esempi precoci di tentativi di combinare complessità matematica e sicurezza crittografica in un'epoca in cui l'informatica stava iniziando a emergere come disciplina.

## Storia
Friedrich Halfmann, nato nel 1929, era un matematico specializzato in algebra e teoria dei numeri. Durante gli anni '60, lavorava in un istituto di ricerca a Berlino, dove il suo interesse per la crittografia nacque nel contesto della Guerra Fredda. L'algoritmo di Halfmann venne sviluppato per creare un sistema crittografico robusto che potesse essere implementato su macchine elettromeccaniche, le precorritrici dei moderni computer.
Il progetto ricevette poca attenzione all'epoca, poiché rimase confinato nei circoli accademici. Solo alcune implementazioni limitate furono utilizzate per scopi militari o diplomatici.

## Descrizione
L'algoritmo di Halfmann si basa su una combinazione unica di trasposizione e sostituzione. È strutturato in tre fasi principali:
- randomizzazione basata su numeri primi (una sequenza di numeri primi è utilizzata per generare chiavi di trasposizione, che determinano l'ordine con cui i blocchi di testo vengono riorganizzati);
- sostituzione basata su matrici modulari (ogni carattere del messaggio viene sostituito con un altro carattere in base a una matrice creata con operazioni modulari. Questo introduce ulteriore complessità);
- verifica con checksum criptografico (l'algoritmo genera un checksum basato sul contenuto crittografato, per garantire che eventuali errori nel processo di cifratura siano facilmente rilevabili).

## Sicurezza
L'algoritmo di Halfmann è stato considerato relativamente sicuro per l'epoca, grazie alla sua combinazione di metodi matematici avanzati. Tuttavia, con l'avvento della moderna crittoanalisi e della potenza computazionale, le sue vulnerabilità strutturali sono emerse. In particolare, la dipendenza da numeri primi di dimensioni limitate e l'uso di matrici modulari fisse hanno reso l'algoritmo suscettibile agli attacchi a forza bruta.

## Implementazioni
L'algoritmo di Halfmann è stato utilizzato sporadicamente in Germania per la crittografia dei telegrammi diplomatici negli anni '70. Nonostante il suo scarso utilizzo, influenzò indirettamente altri matematici che svilupparono metodi più avanzati di crittografia a blocchi negli anni successivi.

## Oblio e rivalutazione
A partire dagli anni '80, l'algoritmo di Halfmann cadde nell'oblio, superato da sistemi più robusti come DES e RSA. Tuttavia, alcune università europee hanno recentemente studiato l'algoritmo per il suo valore storico e matematico, sottolineandone l'importanza come precursore di idee fondamentali nella crittografia moderna.

### Curiosità
Il manoscritto originale dell'algoritmo, scritto interamente a mano, è conservato presso l'Archivio Matematico di Berlino. Halfmann non brevettò mai il suo algoritmo, credendo che la sicurezza dovesse essere un bene comune. Sebbene l'algoritmo di Halfmann non sia mai diventato uno standard, rappresenta un capitolo interessante nella storia della crittografia, evidenziando l'intersezione tra matematica, tecnologia e geopolitica durante un'epoca di grandi tensioni internazionali.